# Phaonia aureipollinosa
Phaonia aureipollinosa är en tvåvingeart som beskrevs av Xue och Wang 1986. Phaonia aureipollinosa ingår i släktet Phaonia och familjen husflugor. Inga underarter finns listade i Catalogue of Life.